# John Knowles
John Knowles (* 16. September 1926 in Fairmont, West Virginia; † 29. November 2001 in Fort Lauderdale, Florida, USA) war ein US-amerikanischer Autor. Bekannt wurde er für seinen Roman Ein anderer Frieden, bei der ersten Übersetzung ins Deutsche von Uwe Johnson im Jahr 1963 In diesem Land genannt.

## Leben und Karriere
John Knowles wuchs in einer wohlhabenden Familie auf. Er ging mit 15 Jahren auf die prestigeträchtige Phillips Exeter Academy. 1945 leistete er seinen Wehrdienst ab und studierte anschließend in Yale, wo er 1949 mit einem Bachelor abschloss.
Nach dem Studium arbeitete er als Reporter für den Hartford Courant. Von 1956 bis 1960 war er Mitherausgeber eines Reisemagazins. Nebenher veröffentlichte er freiberuflich in diversen Publikationen.
Knowles wurde von Thornton Wilder ermuntert, über seine lebhaftesten Erinnerungen zu schreiben. Sein Debütroman Ein anderer Frieden basiert deshalb auf seinen Schuljahren an der Phillips Exeter Academy. Der Roman wurde über acht Millionen Mal verkauft und in den USA landesweit in Lehrpläne für den Englischunterricht aufgenommen. Ein anderer Frieden wurde 1972 für das Kino verfilmt. 2004 erschien ein TV-Film.
In den 1960er Jahren war er Writer in Residence an der University of North Carolina at Chapel Hill und der Princeton University. 1987 zog er nach Fort Lauderdale. In den 1990er Jahren unterrichtete er Kreatives Schreiben an der Florida Atlantic University. Knowles starb am 29. November 2001 nach kurzer Krankheit in einem Genesungsheim.

## Werke
- A Separate Peace, London, 1959 
  - In diesem Land, Suhrkamp, Frankfurt am Main 1963 (übersetzt von Uwe Johnson)
  - Ein anderer Frieden, 2003, Piper, ISBN 978-3-492-23839-7
- Morning in Antibes, New York, 1962
- Double Vision, New York, 1964
- Indian Summer, New York, 1966
- Phineas, New York, 1968
- The Paragon, New York, 1971
- Spreading Fires, New York, 1974
- A Vein of Riches, Boston, 1978
- Peace Breaks Out, New York, 1981 (Fortsetzung von Ein anderer Frieden)
- A Stolen Past, New York, 1983
- The Private Life of Axie Reed, New York, 1986

## Auszeichnungen
- William Faulkner Foundation Award 1961 für Ein anderer Frieden
- Rosenthal Award National Institute of Arts and Letters